# RADWIMPS 4〜おかずのごはん〜
『RADWIMPS 4 〜おかずのごはん〜』（ラッドウィンプス よん 〜おかずのごはん〜）は、2006年12月6日にリリースされたRADWIMPSのメジャー2枚目、通算4枚目のアルバムである。

## 背景
野田曰く「サブタイトルは『大殺界』でもよかった。」、と言うように長年交際している女性との激動の年であり、一時その女性とは不仲になった。このアルバムはその女性との出来事を大きく反映させている。
野田は「これがRADWIMPSだと言えるアルバム。」と語っている。
現在でもライブで演奏されている楽曲が多く、シークレットトラックの「泣きたい夜ってこんな感じ」も含めた収録曲全てがライブで披露されたことがある。

## パッケージ
通常盤のみのリリースだが、初回生産分特典として「レシピ付きおかずステッカー」と「シリアルナンバー入りライヴチケット先行抽選予約案内」が付く。
ジャケットの写真は4コマになっている。

## ミュージック・ビデオ
シングル収録曲は各リンク先を参照。
me me she
監督：島田大介
ミュージックビデオ集『RADWIMPS4.5』（2007年2月7日発売）に収録され、2009年6月30日にはYouTubeで公開された。
いいんですか？
監督：島田大介
ミュージックビデオ集『RADWIMPS4.5』（2007年2月7日発売）に収録され、2009年6月30日にはYouTubeで公開された。
いいんですか？ 2017ver.
監督：島田大介
2006年のミュージックビデオ撮影では、予期せぬ雨と冷たい風に襲われるという、まれにみる過酷な撮影現場となり、のちのちバンド内でも語り継がれるほどの伝説の撮影となった為、10年前の汚名返上を果たすべく、10年後の2016年12月、10年前と同じスタッフが再集結し(活動休止中の山口は不参加)、『「いいんですか?」のビデオ、やりなおしても「いいんですか?」〜雨天中止！？〜』と題して撮影され、2017年1月24日にYouTubeで公開された。

## 収録内容
| 全作詞・作曲: 野田洋次郎、全編曲: RADWIMPS。 |                                         |            |            |      |
| #                                            | タイトル                                | 作詞       | 作曲・編曲 | 時間 |
| 1.                                           | 「ふたりごと (一生に一度のワープver.)」 | 野田洋次郎 | 野田洋次郎 | 4:46 |
| 2.                                           | 「ギミギミック」                        | 野田洋次郎 | 野田洋次郎 | 2:37 |
| 3.                                           | 「05410-(ん)」                          | 野田洋次郎 | 野田洋次郎 | 3:08 |
| 4.                                           | 「me me she」                           | 野田洋次郎 | 野田洋次郎 | 4:40 |
| 5.                                           | 「有心論」                              | 野田洋次郎 | 野田洋次郎 | 4:09 |
| 6.                                           | 「遠恋」                                | 野田洋次郎 | 野田洋次郎 | 4:39 |
| 7.                                           | 「セツナレンサ」                        | 野田洋次郎 | 野田洋次郎 | 3:21 |
| 8.                                           | 「いいんですか？」                      | 野田洋次郎 | 野田洋次郎 | 4:06 |
| 9.                                           | 「指切りげんまん」                      | 野田洋次郎 | 野田洋次郎 | 4:03 |
| 10.                                          | 「傘拍子」                              | 野田洋次郎 | 野田洋次郎 | 4:00 |
| 11.                                          | 「ます。」                              | 野田洋次郎 | 野田洋次郎 | 2:14 |
| 12.                                          | 「夢番地」                              | 野田洋次郎 | 野田洋次郎 | 4:59 |
| 13.                                          | 「バグッバイ」                          | 野田洋次郎 | 野田洋次郎 | 6:39 |
| 14.                                          | 「泣きたい夜ってこんな感じ」            | 野田洋次郎 | 野田洋次郎 | 2:10 |
| 合計時間:                                    | 合計時間:                               | 55:31      |            |      |

## 楽曲詳細
※シングル収録曲は各リンク先も参照。

「遠恋」と「バグッバイ」は2006年夏にレコーディングされた。
ふたりごと (一生に一度のワープver.)
6thシングル『ふたりごと』表題曲のアルバムバージョン。このバージョンは3枚目アルバム『RADWIMPS 3〜無人島に持っていき忘れた一枚〜』制作時から存在していた。また、詞に「今からお前に何話そうかな」というフレーズがあることから、アルバムの1曲目に位置した。
ギミギミック
ライブ『セプテンバーにぃさん』終了後の2週間で、5曲を制作するという切羽詰まった状況下だったからこそ、イントロのリフを生み出せた、と野田は語っている。
05410-（ん）
「おこして」と読む。
ライブで披露される際は、キーを半音下げて演奏（原曲:D# ➡︎ ライブ:D）しており、テンポも早めで演奏される。
me me she
「メ・メ・シィ」と読む。
『あなたのことを思ってますよ』と言いながらどこかで一つ自分のことを多く考えてるということは、生きていたらしょうがないということを痛感させられた、と野田は語っている。
また、このタイトルの意味として前述の「女々しい」や英語で「私 私 彼女」、非遺伝子的な遺伝情報を意味する「meme（ミーム）」、フランス語で「たとえ…でも」を意味する「même si」などがある。
有心論
7thシングル『有心論』表題曲。タイトルは、有神論をもじったもの。野田曰く「神様は信じられないけど、自分の心なら信じられる」とのことで、現在の曲名になったという。歌詞の中には「僕」「君」「愛した人」の三者が登場するが、「僕」と「君」は同一人物である。すなわち、自分の中の後ろ向きな人格を「僕」、前向きな人格を「君」と表しており、バランスを取りつつ共存する両者そのものが一つの心（歌詞では「地球」という語が、ハート（丸みを帯びた心臓）のメタファーになっている）として表現されている。
精神的にピークの時に制作していた、と野田は語っている。
2015年11月に行われた対バンツアーでは、米津玄師やONE OK ROCKや桜井和寿(Mr.Children)らとこの楽曲をパフォーマンスした。
2019年、KIRIN 淡麗グリーンラベルのCM曲として起用され、野田洋次郎がニュージーランドの自然を背景に弾き語りで歌う姿が公開された。
遠恋
「えんれん」と読む。
本作の中では珍しく自由に録った楽曲で、遊び感覚的なところが色んなところに詰められている。また武田は、「これでまたRADWIMPSのひとつ幅が広がった」や、「新しい見せ方ができた」と語っている。
RADWIMPS史上初のフィクションで、自分が経験していないと納得できないという野田は、「4枚目（のアルバム）だからできたのかもしれない」と言い、自分が遠距離恋愛したらどうするだろうかと考えていたら面白くなってきた、と語っている。
2022年、RADWIMPS初のTikTok LIVEにて演奏する楽曲のリクエストを募集し、人気上位としてこの楽曲が演奏された。
セツナレンサ
8thシングル『セツナレンサ』表題曲。英語で速いラップ調のメロディーから始まるのに対し、サビはゆっくりと重い日本語の詞となる。歌詞にはエディ・マーフィ、ガリレオ・ガリレイ、ハリウッドが登場する。野田曰く、「サビで盛り下がるところがツボ」。
タイトルには、「切な連鎖（切なさ連鎖）」と「刹那連鎖」の両方の意味がある。
いいんですか?
詞は1枚目アルバム制作時に既にできていたが、リリースする勇気がなかった、と野田は語っている。しかし、本作制作時には楽しく詞を書き足すことができ、原曲よりも演奏時間がとても長くなった、とも語っている。
指切りげんまん
本作収録曲の中で最後に録った楽曲で、本作でまだできていない楽曲をやろうと、音入れでは迷走していた。前述のとおり切羽詰まった状態で、リリースが近づいてくるプレッシャーから、野田は脱走した。
山口は、本作で一番不思議な楽曲だと評価している。
傘拍子
「さんびょうし」と読む。
歌とギターからイメージを膨らまし、曲調が際立つ方向に持っていけて静かな曲になった、と山口は言い、しかし耳新しいとも語っている。ディレクターの指示で、レコーディングは一度で終了した。
本作の収録曲の中で、ライブでの演奏回数が一番少ない曲であり、ライブ映像も本作の収録曲の中で唯一出ていない曲。
ます。
「ますまる」と読む。
ライブの定番曲である。
夢番地
所属事務所の社長の会社名と同じタイトルで、「下手なこと書けないな」と悩んだ、と野田は語っている。
本作を制作していく過程で、野田は「歌と音の一体感がすごいあるアルバムだなあ」と感じていて、それをこの楽曲でも出そうとした。
2015年11月28日に行われたMr.Childrenとの対バンライブでは、桜井和寿がRADWIMPSのアンコールで一節歌う場面があった。
バグッバイ
本作制作の序盤にできた楽曲。
野田が「どっかでひとりで、すごい小さい部屋から無限に広がっていく感じ」をイメージで持っていたことから、和音的なものでない、チェロを入れることになった。
2007年の本作のリリースツアー「春巻き」以降、長らくライブで演奏していなかったが、2020年の「15th Anniversary Special Concert」で約13年ぶりに披露された。
泣きたい夜ってこんな感じ（シークレットトラック)
「バグッバイ」終了から約1分10秒後に、バンド初のシークレットトラックとして収録されている。またこの曲はライブで野田が次のアルバムに味噌汁'sの曲を入れると宣言したためにできた曲である。ファンの間では、メンバーの桑原が作詞曲を担当し、野田以外のメンバーが手がけた楽曲でもあるとされていたが、2017年10月に野田が自身のTwitterで野田が担当したと述べている。ストリーミング配信版では、14曲目として収録されている。